# Купа на България по футбол 2021/22
Юбилейният 40-ти турнир за Купата на България по футбол се провежда през сезон 2021/22 г. от 25 юли 2021 г. до 15 май 2022 г. Разделен е на 2 фази: предварителната фаза включва 4 зони, а финалната фаза – 6 кръга.
Във финалния мач на 15 май 2022 г. на националния стадион „Васил Левски“ Левски (София) побеждава ЦСКА (София) с 1:0 и печели купата за рекорден 27-и път. Така Левски се класира за втория квалификационен кръг на турнира Лига на конференциите на УЕФА за сезон 2022/23 г.

## Предварителна фаза
Участват аматьорски отбори, разпределени на регионален принцип в 4 зони: Североизточна България, Северозападна България, Югозападна България и Югоизточна България. От всяка зона се излъчват по 4 отбора. Отборите, изписани с удебелен шрифт се класират за следващия етап.

### Североизточна България
Общо 5 отбора от всички 7 области към Зонален съвет (ЗС) Варна подават заявка за участие в турнира. Въпреки че два от тях са от една област, е решено да се изтегли жребий между всички отбори, който да определи 1 двойка, победителят от която, заедно с трите останали отбора да са представителите на ЗС Варна в турнира.
- 25 юли 2021 г., неделя, 18:00 ч: Атлетик (Провадия) - Черноломец 1919 (Попово) 1:3 (0:0)
 [0:1 Радослав Матеев 58', 0:2 Десислав Петков 65', 0:3 Диян Димитров 74', 1:3 Венцислав Тодоров 80'-д]
- Черноморец (Балчик), Септември 98 (Тервел), Дунав от Русе (Русе).

### Северозападна България
Заявка за участие в турнира подават общо 17 отбора от всички 7 области към Зонален съвет Велико Търново. 

#### Областни квалификации
Област Велико Търново

Локомотив (Горна Оряховица) единствен от областта подава заявка за участие.
Област Габрово

11 август 2021 г., сряда, 18:00 ч.: Севлиево (Севлиево) - Локомотив 1927 (Дряново) 7:0 
Област Плевен

18 август 2021 г., сряда, 18:00 ч.: Партизан (Червен бряг) - Спартак (Плевен) 2:1 (1:0)
 
[1:0 Петьо Сл. Петров 25', 1:1 Кристиян Б. Иванов 65'- д, 2:1 Калоян Тодоров 80'- ПСУ]
Област Ловеч

I кръг
4 август 2021 г., сряда, 19:00 ч.: Априлци (Априлци) - Пещера (Галата) 0:5 служебно (Прекратен при 0:2, когато футболист на домакините, започнали мача със 7 човека, се контузва)

Озрен (Голям извор) - почива

II кръг

18 август 2021 г., сряда, 18:00 ч.: Озрен (Голям извор) - Пещера (Галата) 0:3 служ. (Домакините нямат възможност да се явят на тази дата, а поради ограничените срокове мачът не може да бъде отложен.)
Област Враца

I кръг

11 август 2021 г., сряда, 18:30 ч.:

Искър 1923 (Роман) - ОФК Локомотив (Мездра) 2:2 (1:0); при дузпите: 3:5
 
[1:0 Огнян Табаков 34', 1:1 Пламен Венелинов 56', 1:2 Георги Петков 83'-автогол, 2:2 Цветан Лазаров 88'-д]
12 август 2021 г., четвъртък, 18:30 ч.: Огоста (Хайредин) - Септември 98 (Гложене) 3:3; при дузпите: 5:3 
II кръг

18 август 2021 г., сряда, 18:00 ч.: Огоста (Хайредин) - ОФК Локомотив (Мездра) 2:4 (0:2)
 
[0:1 Мариян Кусев 26', 0:2 Пламен Венелинов 30', 0:3 Ивайло Златев 50', 1:3 Мартин Марков 56', 2:3 Марио Иванов 58', 2:4 Ивайло Златев 76'; червен картон: Лок. Мз, 28']
Област Монтана

Няма желаещи да участват отбори от областта.
Област Видин
15 август 2021 г., неделя, 18:00 ч.: Ружинци (Ружинци) - Дреновец (Дреновец) 1:8 

#### Междуобластни квалификации
25 август 2021 г., сряда, 17:00 ч.: Партизан (Червен бряг) - Пещера (Галата) 2:1 (2:0)
 
[1:0 Ангел Русев 39'-д, Христо Димов 42', 2:1 Славей Младенов 70']
25 август 2021 г., сряда, 18:00 ч.: Дреновец (Дреновец) - ОФК Локомотив (Мездра) 2:3 (2:2)

[1:0 Боби Симеонов 21', 1:1 Лионел Матадос 24'-д, 1:2 Методи Янков 33',  2:2 Пламен Ненов 41', 2:3 Генади Петров 90']
Локомотив (Горна Оряховица) и Севлиево (Севлиево) се класират директно.

### Югозападна България

#### Областни квалификации
Области София (столица) и Перник

ЗС София решава да обедини квалификациите на двете области предвид броя желаещи да участват отбори като общо двете области излъчват два отбора за междуобластната фаза на квалификациите.
4 август 2021 г., сряда, 18:30 ч.: Левски (Чепинци) - Надежда (Доброславци) 1:2

11 август 2021 г., сряда, 18:30 ч: Витоша (Долна Диканя) - Витоша (Бистрица) 0:5 (0:4) 
Област София

3 август 2021 г., вторник, 18:00 ч.: Ботев 1937 (Ихтиман) - Балкан 1929 (Ботевград) 0:2 (0:0)
 
[0:1 Йордан Апостолов, 0:2 Николай Цветков-д]
Област Благоевград
4 август 2021 г., сряда, 18:00 ч.: Банско тийм (Банско) - Беласица (Петрич) 3:1 (1:1)
 
[0:1 Йордан Янк.Тодоров 24', 1:1 Димитър Стоев 42', 2:1 Борислав Хазуров 54', 3:1 Денис Ангелов 90']
Области Кюстендил и Пазарджик

Няма желаещи да участват отбори.

#### Междуобластни квалификации
Тъй като има общо 4 областни представители, всички те се класират за същинската фаза на турнира.

### Югоизточна България

#### Областни квалификации
Област Пловдив

I кръг

11 август 2021 г., сряда, 18:00 ч.:
Спартак 1947 (Пловдив) - Сокол (Марково) 0:1 (0:1) [0:1 Четин Сезгин 45'; черв. карт.: Христос Доков (Сп) 10']
Тракия (Нови извор) - Атлетик (Куклен) 0:3 сл. (Домакините предварително уведомяват, че няма да се явят.)
II кръг

18 август 2021 г., сряда, 18:00 ч.: Сокол (Марково) - Атлетик (Куклен) 4:2 
Област Смолян

Родопа Смолян (Смолян) единствен от областта подава заявка за участие.
Област Хасково

I кръг

31 юли 2021 г., събота, 18:00 ч.: Свиленград 1921 (Свиленград) - Димитровград 1947 (Дмгр) 0:5
1 август 2021 г., неделя, 18:00 ч: в Димитровград, ст."Миньор":

Старско (Хасково) - Любимец 2018 (Любимец) 4:2
Саяна (Хасково) и Любимец 2000 (Любимец) почиват
II кръг

4 август 2021 г., сряда, 18:00 ч.:
Димитровград 1947 (Димитровград) – Старско (Хасково) 2:2; при дузпите 5:3 
Саяна (Хасково) - Любимец 2000 (Любимец) 7:1 
III кръг
11 август 2021 г., сряда, 18:15 ч: Саяна (Хасково) - Димитровград 1947 (Димитровград) 3:0 (2:0)
 
[1:0 Спас Милушев 38', 2:0 Енис Ерол Сайд 44', 3:0 Недялко Хубенов 80']
Област Кърджали

Левски 2005 (Крумовград) единствен от областта подава заявка за участие.
Област Стара Загора

Розова долина (Казанлък) единствен от областта подава заявка за участие.
Област Сливен

Загорец (Нова Загора) единствен от областта подава заявка за участие.
Област Бургас

8 август 2021 г., неделя, 18:00 ч., в Поморие:

Свети Никола (Бургас) - Бяла река 1 (Зайчар) 4:1 
Област Ямбол

ФК Ямбол 1915 (Ямбол) единствен от областта подава заявка за участие.

#### Междуобластни квалификации
Поток Пловдив/Смолян/Хасково/Кърджали
Представителите на четирите области излъчват 2 от четирите отбора на Югоизточна България за същинската фаза на турнира.
18 август 2021 г., сряда, 18:00 ч. в Черноочене:
Левски 2005 (Крумовград) - Саяна (Хасково) 2:0 (2:0) [1:0 Ерай Карадайъ 1', 2:0 Красимир Ем. Илиев 35'- пр. св. уд.]
25 август 2021 г., сряда, 18:00 ч.:
Сокол (Марково) - Родопа Смолян (Смолян) 2:2 (0:2); при дузпите 4:5

[0:1 Иван Ангелов 35', 0:2 Михаел Кисьов 45', 1:2 ... , 2:2...; чeрв. карт.: Любослав Петров (Р) II полувреме]
Поток Стара Загора/Сливен/Бургас/Ямбол

Представителите на четирите области излъчват 2 от четирите отбора на Югоизточна България за същинската фаза на турнира. Розова долина (Казанлък) автоматично печели едно от местата като носител на Купата на АФЛ, а останалите отбори оспорват другото място.
I кръг

18 август 2021 г., сряда, 18:00 ч.: Загорец (Нова Загора) - ФК Ямбол 1915 (Ямбол) 1:1 (1:1); при дузпите 2:4

Свети Никола (Бургас)  почива.
II кръг

24 август 2021 г., вторник, 17:30 ч. в Поморие:
 
Свети Никола (Бургас) - ФК Ямбол 1915 (Ямбол)  0:1 (0:0)  [0:1 Мирослав Христов 75']

## Финална фаза
Във финалната фаза освен класиралите се отбори от зоните се включват последователно отборите от Втора и Първа лига. 
Повечето срещи от Първи и Втори кръг и всички срещи от Трети, Четвърти и Пети кръг се предават пряко по телевизионния канал „Диема спорт“.

### Предварителен кръг
Освен класиралите се отбори от зоните се включват отборите от Втора лига. 

### Първи кръг (1/16 финали)
Освен класиралите се отбори от Предварителния кръг се включват отборите от Първа лига.

### Трети кръг (1/4 финали)
В този кръг участват осемте победителя от Втори кръг. Осемте отбора чрез пълен жребий се разпределят в 4 двойки. Домакин във всяка среща е първият изтеглен при жребия отбор от двойката.
Победителите в този етап се излъчват чрез отстраняване в една среща. При равенство в редовното време, се играят две продължения по 15 минути, а при продължаващо равенство и след края на продълженията се изпълняват дузпи. Четирите победителя продължават в следващия кръг.
Жребий: 28 октомври 2021 г., четвъртък, 21:25 ч., студио на „Диема спорт“, София.
Мачове: 1-3 март 2022 г.
1 март 2022 г., вторник, 17:30 ч., ~ 3 500 зрители:

ЦСКА-СОФИЯ (София) – Локомотив 1926 (Пловдив) 2:0 (2:0) [1:0 Жорди Кайседо, 2:0 Георги Йомов 41']
2 март 2022 г., сряда, 14:30 ч., ст. „Хювефарма арена“ в Разград *, ~ 350 зрители:

Лудогорец 1945 (Разград) – Монтана 1921 (Монтана) 5:0 (4:0)
 
[1:0 Доминик Янков 5', 3:0 Матиас Тисера 16',34', 4:0 Доминик Янков 45'+1', 5:0 Каули 79']
- По жребий и официално с домакинство за Монтана 1921, двата отбора се договарят мачът да се играе в Разград заради „ремонти на тревоното покритие“ на ст. „Огоста“ в Монтана.

2 март 2022 г., сряда, 17:30 ч., ст. „Виваком арена Георги Аспарухов“ в София *, ~ 3 500 зрители:

Левски (София) – Септември (София) 2:0 (1:0) [1:0 Димитър Костадинов 21', 2:0 Георги Миланов 48'-д]
- По жребий и официално с домакинство за Септември, но ст. „Драгалевци“ не отговаря на изискванията за провеждане на 1/4 финал. Предложението на домакините мачът да се състои на комплекс „Царско село“ е отхвърлено от СТК заради очакван голям зрителски интерес и малък капацитет на трибуните (въпреки липсата на такова изискване в нормативните  документи). След отказа двата отбора се споразумяват мачът да се    проведе на стадион „Виваком арена Георги Аспарухов“.

3 март 2022 г., четвъртък, 17:30 ч., ~ 500 зрители:

Славия 1913 (София) – Берое (Стара Загора) 2:1 (1:1) [0:1 Стив Фюртадо 38', 1:1 Умар Камара 41', 2:1 Радослав Кирилов 57'-д]

### Четвърти кръг (1/2 финали)

#### Регламент
- В този кръг участват четирите победителя от Трети кръг, които чрез пълен жребий се разпределят в 2 полуфинални двойки. Домакин в първата среща на всяка от двойките е първият изтеглен при жребия отбор от двойката.
- Победителите в този етап се излъчват в елиминации в две срещи. При равенство в общия резултат от двата мача, напред продължава отборът с повече отбелязани голове на чужд терен. При равенство и по този показател, се играят две продължения по 15 минути, а при продължаващо равенство в общия резултат и отбелязаните голове на чужд терен и след края на продълженията се изпълняват дузпи. Двата победителя се класират за финала.

Жребий: 4 март 2022 г., петък, 11:00 ч, Национална футболна база, кв. Бояна, София

Мачове: 12-14 април 2022 г. и 19-21 април 2022 г.

#### Първи срещи
12 април 2022 г., вторник, 19:00 ч.:

Славия 1913 (София) - ЦСКА-СОФИЯ (София)  0:2 (0:1) [0:1 Гьоко Зайков 22'-аг, 0:2 Иван Турицов 90'+2'-д]
13 април 2022 г., сряда, 19:00 ч.:

Лудогорец 1945 (Разград) - Левски (София) 2:3 (1:0)

[1:0 Кирил Десподов 11', 1:1 Драган Михайлович 52', 1:2 Билал Бари 57', 2:2 Пиерос Сотириу 90'+3'-д, 2:3 Марин Петков 90'+11'-д]

[червени картони: Хосе Анхел Кордоба (Лев) 79', Антон Недялков (Луд) 79']

#### Срещи реванш
21 април 2022 г., четвъртък, 19:00 ч.:

ЦСКА-СОФИЯ (София) – Славия 1913 (София) 0:2 (0:2), 0:2 сл. прод. [0:1 Тони Тасев 8', 0:2 Иван Минчев 12']

Общ резултат 2:2 ; при дузпите 7:6

| Дузпа | ЦСКА-СОФИЯ (София) | Резултат | Славия 1913 (София)                     | Резултат |
| ----- | ------------------ | -------- | --------------------------------------- | -------- |
| 1     | Греъм Кери         | 1:0      | Георги Т. Вълчев                        | 1:1      |
| 2     | Карло Мухар        | 2:1      | Димитър Стоянов                         | 2:2      |
| 3     | Амос Юга           | 3:2      | Людовик Соарес                          | 3:3      |
| 4     | Томас Лам          | 4:3      | Мартин Д.Петков                         | 4:4      |
| 5     | Жорди Кайседо      | 5:4      | Венцислав Керчев                        | 5:5      |
| 6     | Асен Дончев        | 6:5      | Кристиан Добрев                         | 6:6      |
| 7     | Мено Кох - аут     | 6:6      | Никита Николаевич - Евтимов спасява     | 6:6      |
| 8     | Брадле Мазику      | 7:6      | Кемельо Нгена - Димитър Евтимов спасява | 7:6      |

22 април 2022 г., петък, 19:00 ч.:

Левски (София) - Лудогорец 1945 (Разград) 1:0 (1:0) [1:0 Уелтън Фелипе 3']; общ резултат 4:2

### Пети кръг (Финал)
Носителят на купата се излъчва в една среща. При равенство в редовното време се играят две продължения по 15 минути, а при ново равенство в края на продълженията се изпълняват дузпи.
Съдийска бригада за финала: главен съдия Никола Попов, помощници: Георги Тодоров, Мартин Венев, 4-ти: Георги Гинчев. Видео асистент рефер (VAR): Ивайло Стоянов, помощник видео асистент съдия: Иво Колев.
15 май 2022 г., неделя, 17:00 ч., София, Национален стадион „Васил Левски“, 40 000 зрители:

Левски – ЦСКА 1:0 (0:0)  [0:1 Илиян Стефанов 57']
Финалът се предава пряко по телевизионен канал „Диема Спорт“. Единственият гол в срещата е отбелязан в 57-ата минута. Илиян Стефанов стреля около дъгата на наказателното поле на „червените“, а топката леко рикошира в техния капитан Мено Кох и влетява неспасяемо в долния ляв ъгъл на вратаря Густаво Бусато. С това Левски печели своята 27-ма купа на България, което е рекорд.
За състава на треньора Станимир Стоилов това е първи спечелен трофей от 2009 година, когато Левски завоюва своята 26-а шампионска титла на България по футбол. Купата на България е и първото отличие са самия Стоилов, след като се завръща начело на „сините“ през септември 2021 г. 
| Носител на купата Левски (София) 27-и път |               |                   |
| <<< Сезон 2020/21                         | Сезон 2021/22 | Сезон 2022/23 >>> |